# Omsker Fieber
Das Omsker Fieber (auch Omsker hämorrhagisches Fieber) ist eine meist gutartig verlaufende akute Viruserkrankung, die erstmals 1944 in den nördlichen Bezirken der sowjetischen Oblast Omsk auftrat. Diese Virusinfektion wird durch Zeckenstiche und durch den Kontakt mit einigen Körperflüssigkeiten von Bisamratten auf den Menschen übertragen.

## Erreger
Der Erreger des Omsker Hämorrhagischen Fiebers ist das  Omsk-hämorrhagisches-Fieber-Virus (englisch Omsk hemorrhagic fever virus, OHFV) der Spezies Orthoflavivirus omskense.
Innerhalb der Gattung Orthoflavivirus gehört OHFV zum so genannten „Tick-Borne-Enzephalitis-Komplex“ (TBE),
zu dem die neben diesen Erregern auch
das FSME-Virus (Erreger der Frühsommer-Meningoenzephalitis, FSME alias TBE),
das Louping-Ill-Virus (Erreger von Looping III, LI),
das Kyasanur-Forest-Disease-Virus (Erreger des Kyasanur-Wald-Fiebers, KFD) mit dem Subtyp
Al-Khurma-Virus,
das Powassan-Virus (Erreger der Powassan-Virus-Enzephalitis, PE),
das Langat-Virus
sowie die Erreger der Negeshi-Virus-Enzephalitis
und der Modoc-Enzephalitis (Modoc-Virus, MODV) zählen.
Die einzelnen Arten sind jeweils auf bestimmte Regionen begrenzt.
Humanpathogen sind die Arboviren.

## Vorkommen und Verbreitung
Das Verbreitungsgebiet begrenzt sich auf Teile von Sibirien. Infektionen des Menschen kommen vor allem im Frühling und im Sommer vor. 1945 u. 1948 wurden zwei Epidemien mit 200 bzw. 600 Fällen beschrieben.

## Übertragung
Die Übertragung auf den Menschen erfolgt seltener durch Zecken (Gattung Dermacentor) oder Moskitos, wobei die Übertragung vertikal, d. h. transovariell und transstadial erfolgt. Meist erfolgt die Infektion durch Kontakt mit Körperflüssigkeiten wie Blut, Urin oder Faeces von Bisamratten.

## Krankheitsbild
Zur Inkubationszeit gibt es unterschiedliche Angaben. Die Angaben schwanken von 3–7 bis zu 3–12 Tagen. Zu Beginn treten plötzlich starke Kopf- und Gliederschmerzen, schweres Krankheitsgefühl, Erbrechen und Fieber, welches 2–15 Tage anhält, auf. Biphasische Verläufe sind möglich, aber bilden im Vergleich zu anderen Krankheiten des TBE-Komplexes die Ausnahme. Das Gesicht des Patienten ist gerötet, es bestehen eine Konjunktivitis, eine Gingivitis, eine Pharyngitis und ein Enanthem mit auffälliger rötlicher Verfärbung der Schleimhäute. Die Hämorrhagische Diathese manifestiert sich durch Nasenbluten, das Erbrechen von Blut und Blutungen in den Genital- und Blasenbereich. Myalgien und Lymphadenitis können auftreten.

## Diagnose
Milde Verlaufsformen werden oft gar nicht diagnostiziert. Im Übrigen erfolgt eine Serologie mit Virusisolierung in der Fieberphase aus dem Blut.

## Therapie
Die Therapie erfolgt symptomatisch, unter Erhalt der Vitalfunktionen.

## Prognose
Bei einer Übertragung durch Bisamratten verläuft die Erkrankung mit einer erhöhten Letalität. Die Letalität beträgt 0,5–3 %. Es wird aber auch von Letalitätsraten von 1–20 % berichtet.

## Meldepflicht
In Deutschland ist der Verdacht einer Erkrankung, die Erkrankung und der Tod an virusbedingte[m] hämorrhagisches Fieber namentlich meldepflichtig nach § 6 Infektionsschutzgesetz (IfSG). Meldepflichtig sind die feststellenden Ärzte usw. (§ 8 IfSG).
In Österreich ist virusbedingtes hämorrhagisches Fieber auch eine anzeigepflichtige Krankheit gemäß § 1 Abs. 1 Ziffer 1 Epidemiegesetz 1950. Die Anzeigepflicht bezieht sich auf Verdachts-, Erkrankungs- und Todesfälle. Zur Anzeige verpflichtet sind unter anderem Ärzte und Labore (§ 3 Epidemiegesetz 1950).